# Sitaniec-Błonie
Sitaniec-Błonie – część miasta Zamościa w województwie lubelskim.
Leży w północnej części miasta, w okolicy ulicy Granicznej. Dawniej samodzielna wieś w gminie Wysokie. 9 grudnia 1973 włączona w większości wraz z częściami Płoskiego i Wólki Infułackiej w granice Zamościa.
Wierni Kościoła rzymskokatolickiego należą do parafii św. Bartłomieja Apostoła w Sitańcu.